# Суринам на летних Олимпийских играх 1984
Суринам принимал участие в Летних Олимпийских играх 1984 года в Лос-Анджелесе (США) в пятый раз за свою историю, пропустив Летние Олимпийские игры 1980 года, но не завоевал ни одной медали. Сборную страны представляли 2 женщины.